# Microsoft Forefront
Microsoft Forefront è una linea di prodotti per la sicurezza sia per i client Windows sia per la parte server. Microsoft acquisì la tecnologia di sicurezza Forefront nel 2005, quando acquistò la Sybari Software Inc.
La linea include i seguenti prodotti:

## Connected Business Computers
- Microsoft Forefront Client Security (chiamato anche Microsoft Client Protection)

## Application Server Security
- Microsoft Forefront Security per Exchange Server (chiamato anche Sybari Antigen per  Exchange)
- Microsoft Forefront Security per SharePoint (chiamato anche Sybari Antigen per SharePoint)
- Microsoft Forefront Security per Microsoft Office Communications Server (chiamato anche Antigen per Instant Messaging)

## Network Edge Security
- Microsoft Internet Security and Acceleration (ISA) Server 2006
- Microsoft Intelligent Application Gateway (IAG) 2007